# Churhausgasse
Die Churhausgasse befindet sich im 1. Wiener Gemeindebezirk Innere Stadt. Sie wurde 1862 nach dem hier befindlichen Churhaus benannt.

## Geschichte
Das Areal der Churhausgasse war ursprünglich mit dem Priesterhaus verbaut. Dort, wo sich heute das Deutschordenshaus befindet, bestand hingegen ein Gässchen, das den Zugang von der Singerstraße zum Stephansfreithof (Stephansfriedhof) ermöglichte. Erst als 1309 die Stadt Wien einen Teil des Priesterhauses und das Gässchen an den Deutschen Orden abtrat, entstand die Churhausgasse. Der Deutsche Orden erweiterte das bestehende Deutschordenshaus um das Areal der bisherigen Verbindungsgasse, das Priesterhaus wurde verkleinert, und eine neue Verbindung von der Singerstraße zum Stephansfreithof wurde an dessen Flanke geschaffen – die heutige Churhausgasse. Sie blieb aber bis 1862 namenlos. Zwischen 1674 und 1788 befand sich an der Einmündung der späteren Churhausgasse in die Singerstraße das Hütten- oder Stephanstor als einer der Zugänge zum Stephansfreithof. 1862 erfolgte dann die Benennung nach dem im 18. Jahrhundert anstelle des alten Priesterhauses erbauten Churhauses.

## Lage und Charakteristik

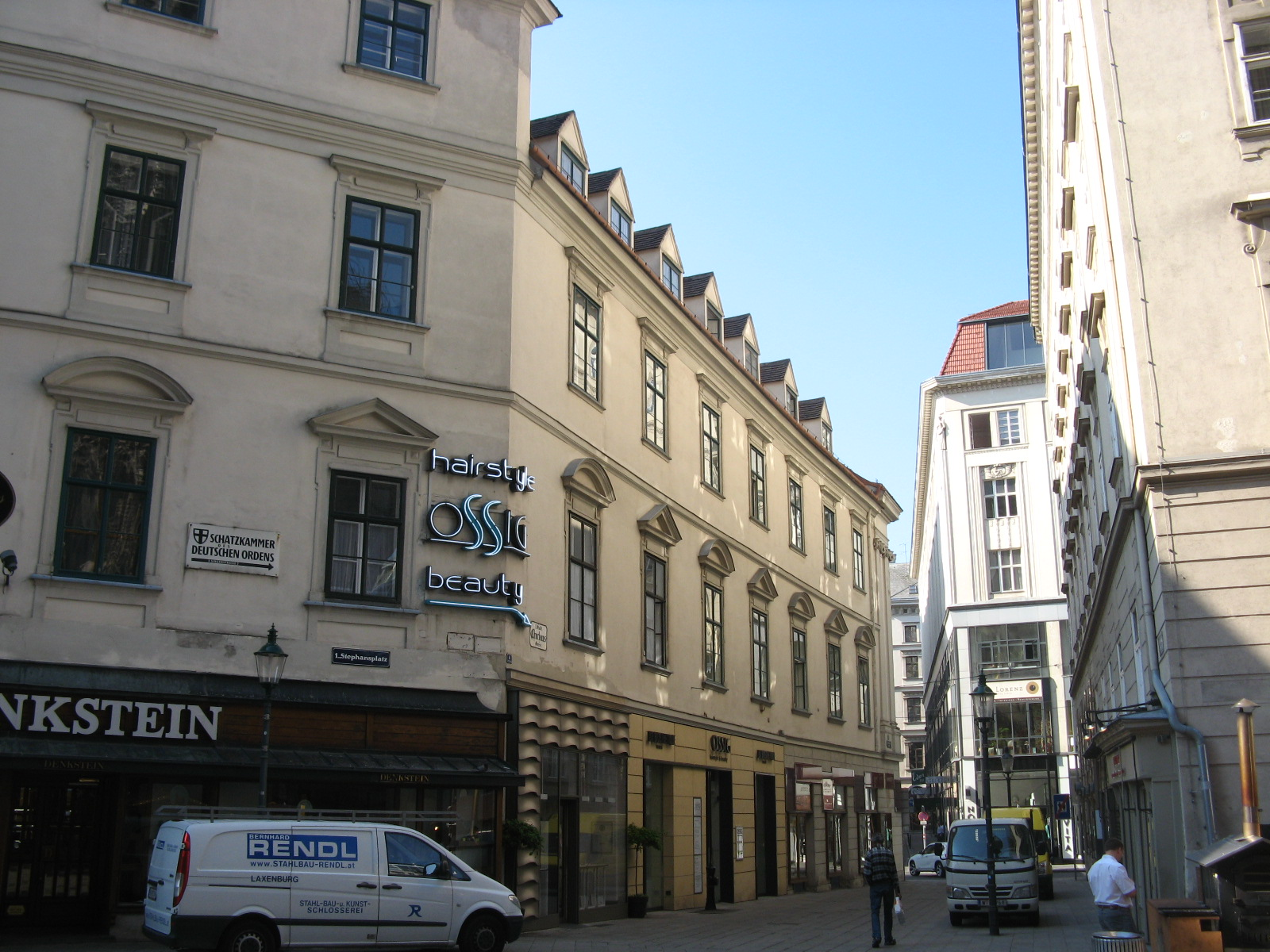
Churhausgasse vom Stephansplatz aus gesehen, links das Deutschordenshaus

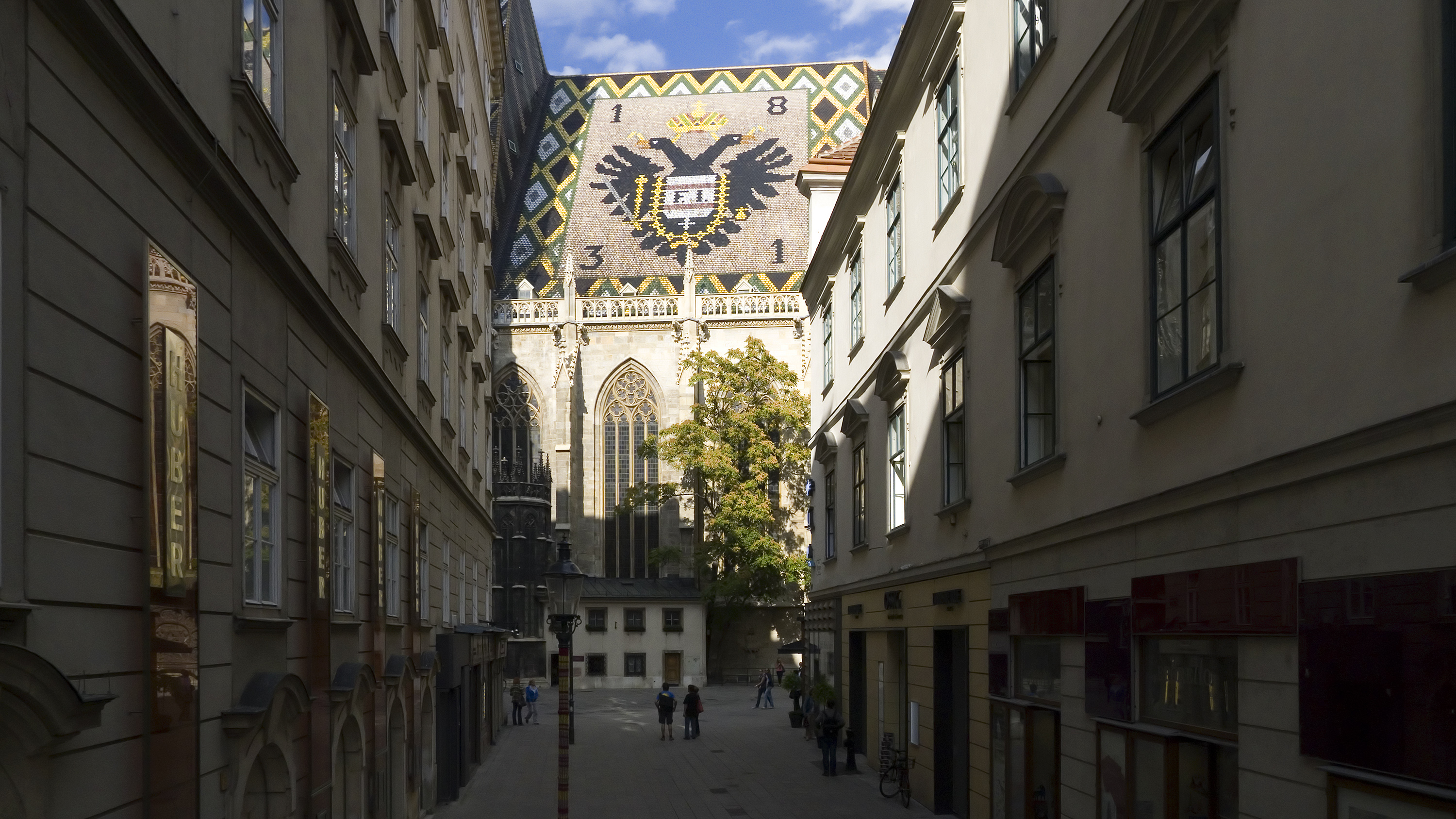
Churhausgasse von der Singerstraße aus in Richtung Stephansplatz

Die kurze Churhausgasse verläuft vom Stephansplatz in südwestlicher Richtung bis zur Singerstraße. Sie ist Teil der Fußgängerzone des Stephansplatzes und mit Granitplatten belegt. Im gesamten Straßenverlauf befinden sich Geschäftslokale. Die Gasse wird wegen ihrer zentralen Lage von zahlreichen Fußgängern, Touristen wie Einheimischen, frequentiert. Die Verbauung besteht aus historischen Gebäuden aus dem kirchlichen Umfeld, die sich heute in barocker Gestalt präsentieren. Sie stehen alle unter Denkmalschutz.

## Gebäude

### Nr. 1: Deutschordenshaus
→ siehe auch Hauptartikel Deutschordenshaus (Wien)
Das Deutschordenshaus, Deutschherrenhaus oder Deutsche Haus besteht aus dem Ordenshaus des Deutschen Ordens, der Deutschordenskirche und Miethäusern und bildet einen großen Gebäudekomplex zwischen Singerstraße, Churhausgasse, Stephansplatz und Blutgasse. Es wurde 1222 erstmals urkundlich erwähnt und 1326 durch den Baumeister Jörg Schiffering neu erbaut. Ab 1667 wurden die Gebäude von Carlo Canevale im Barockstil erneuert und erweitert. Das Gebäude liegt an der Hauptadresse Singerstraße 7.

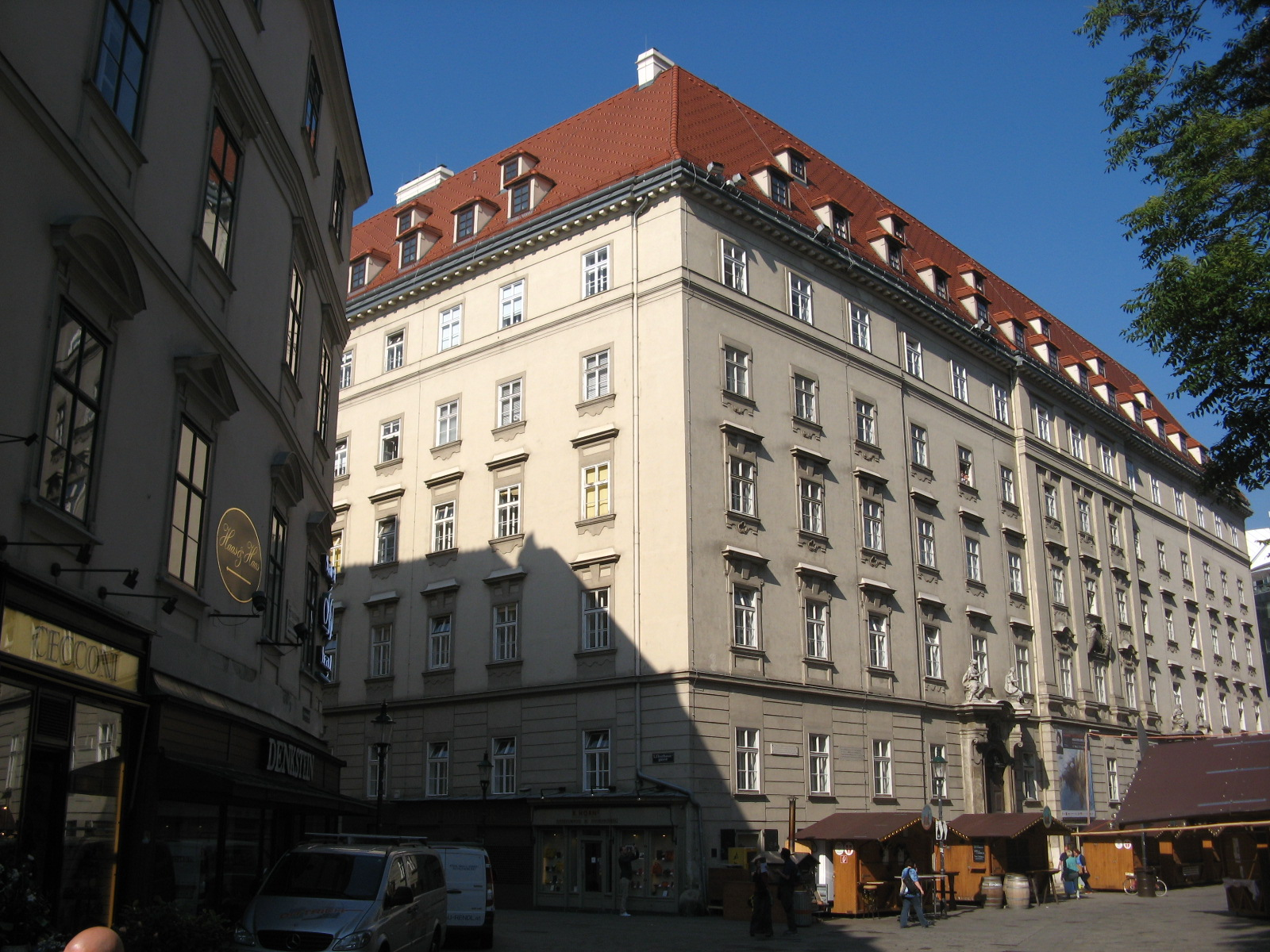
Einmündung der Churhausgasse in den Stephansplatz mit Erzbischöflichem Churhaus

### Nr. 2: Erzbischöfliches Churhaus
Die Bezeichnung leitet sich vom lateinischen cura animarum her und bezeichnete die Seelsorgegeistlichkeit von St. Stephan. Im Mittelalter befand sich an dieser Stelle die Bürgerschule (1237 erstmals erwähnt), die einzige höhere Schule Wiens bis zur Gründung der Universität, und die Bauhütte von St. Stephan, wo die Zunft der Steinmetze ihre Lade hatte. Hier wohnte auch der jeweilige Dombaumeister. Nach der Absiedlung der Bürgerschule im 16. Jahrhundert befanden sich Einrichtungen des Erzbistums an seiner Stelle. In den Jahren 1738 bis 1740 wurde das Churhaus nach Plänen von Daniel Christoph Dietrich und Johann Gottfried Pock errichtet, wobei das sogenannte Kirchengassel, ein weiterer Zugang zum Stephansfreithof vom Stock-im-Eisen-Platz, verschwand. Die Arbeiten wurden wahrscheinlich von Mathias Gerl vollendet. Louis Montoyer stockte das Gebäude 1806 um ein Stockwerk auf. Von 1759 bis 1919 befand sich hier auch ein Alumnat. Am 8. Oktober 1938 kam es zu einem Zwischenfall, bei dem nationalsozialistische Jugendliche das Haus stürmten und verwüsteten. Das im Zweiten Weltkrieg beschädigte Churhaus wurde 1948 durch Hans Petermair wiederhergestellt.
Neben diözesanen Einrichtungen wie das Katholische Bildungswerk, die Theologischen Kurse, die Akademie am Dom und das Erzbischöfliche Amt für Schule und Bildung beherbergt heute das Churhaus die Pfarrräume, die Wohnungen für den Dompfarrer und die Curpriester, das Kirchenmeisteramt sowie das Dombausekretariat und die Verwaltung der Spendenvereine.
Der monumentale Gebäudekomplex liegt an drei Seiten freistehend zwischen Stephansplatz, Churhausgasse und Singerstraße. Seine Hauptadresse ist Stephansplatz 3 und 3a.